# Couvent des Visitandines de Chaillot
Pour l'ancien couvent de la Visitandines de la rue Saint-Antoine, voir Temple protestant du Marais.
Pour les articles homonymes, voir Couvent de la Visitation Sainte-Marie (homonymie).
Le couvent des Visitandines de Chaillot est un couvent de l'ordre de la Visitation qui se trouvait à l'ouest de Paris, à Chaillot, dans l'actuel 16e arrondissement. Consacrés en 1651, les lieux ont été détruits en 1794.

## Historique
En 1583, la reine Catherine de Médicis achète et transforme un ermitage situé sur la colline de Chaillot, renommé « Catherinemont » ; l'architecte Étienne Dupérac est chargé des travaux et réalise une villa « en U » avec des jardins en terrasse et une cour en forme d'hippodrome.
La souveraine n'en profite toutefois pas longtemps : le chantier commence en 1588 et elle meurt l'année suivante.
En 1613, ce château surplombant la rive droite de la Seine est acheté par Pierre Jeannin, premier président du parlement de Paris, puis, en 1630, par le marquis de Bassompierre.
La propriété est achetée le 1er juillet 1651 dans une vente par adjudication des biens des héritiers du maréchal de Bassompierre par les Visitandines à l'initiative d'Henriette-Marie de France, fille d'Henri IV et veuve de Charles Ier d'Angleterre, qui y établit une communauté. Il s'agit de la troisième communauté de l'ordre, après celles de la rue Saint-Jacques fondée en 1626 et de la rue Saint-Antoine fondée en 1632, qui en est la maison-mère.

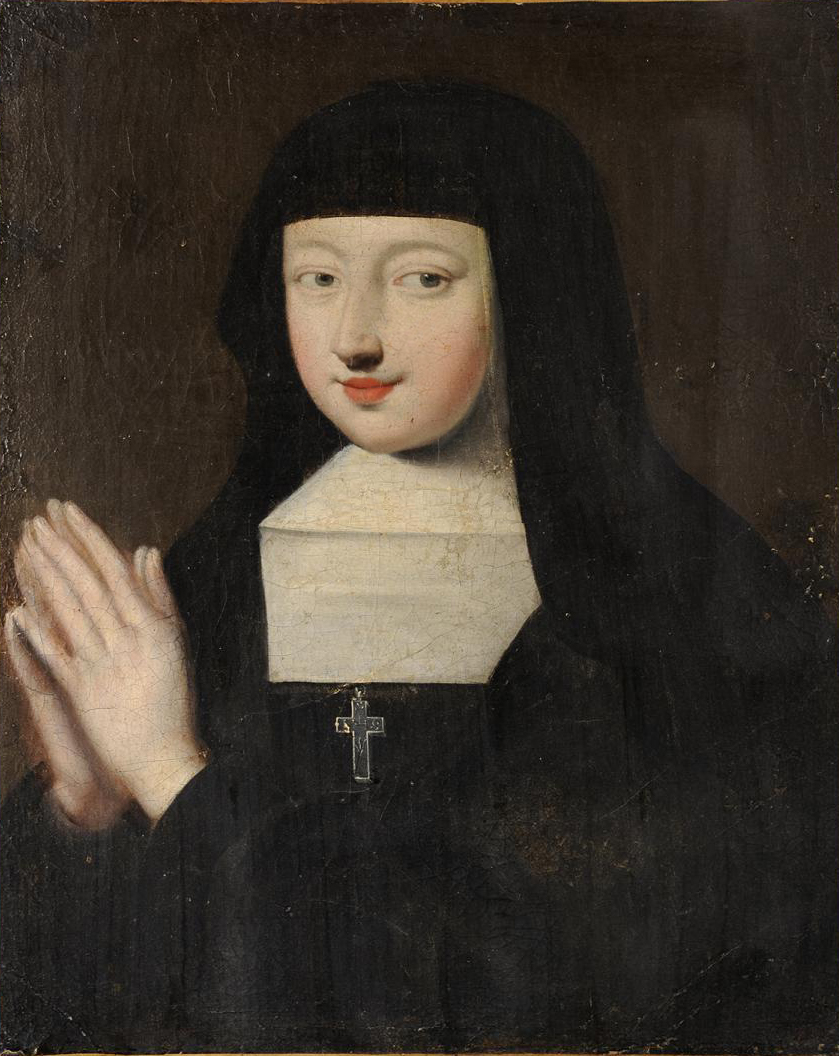
Louise de La Fayette, en religion mère Angélique.

Après avoir fui l'Angleterre révoltée, Henriette-Marie commande à l'architecte François Mansart la construction d'une chapelle et y fait venir une partie de sa Cour en exil. Mademoiselle de La Fayette (en religion mère Angélique), confidente de Louis XIII, y accueillit sœur Anne de Sainte-Eugénie (Madame de Saint-Ange), qui figura au nombre des douze religieuses exilées de l'abbaye de Port-Royal par l'archevêque en août 1664. Marie Mancini, la nièce de Mazarin, se retire ainsi un moment au couvent des Visitandines tandis que Mademoiselle de La Vallière, fuyant la cour, s'y réfugie deux fois avant d'entrer au Carmel. Jacques-Bénigne Bossuet prononce d'ailleurs en 1669 sa célèbre oraison funèbre pour Henriette-Marie, reine d'Angleterre dans la chapelle de Mansart.
Le couvent accueille par la suite plusieurs Stuarts : Henriette d'Angleterre, futur duchesse d'Orléans, y est élevée, le roi Jacques II, tandis que le corps de la reine Marie-Béatrice d'Angleterre, veuve de Jacques II, y est inhumé en 1718.
L'ordre de la Visitation achète toute la seigneurie de Chaillot en 1686. 
Le monastère était compris entre la barrière Sainte-Marie, en vis-à-vis des rues Vineuse et des Minimes, le quai des Bonshommes et la rue des Batailles. Cette dernière rejoignait le quai par la ruelle d'Hérivault et le couvent par la ruelle Sainte-Marie.
En 1790, le couvent abrite 22 religieuses de chœur, 9 converses, 2 tourières, une demoiselle agrégée, deux sacristains, dix filles de service ou encore deux charretiers.
Le couvent est fermé en 1792 et ses locaux désaffectés sont en partie détruits le 31 août 1794 par l'explosion de la poudrerie de Grenelle, sur l'autre rive de la Seine. Le site est ensuite déblayé par les pouvoirs publics. Le site fait l'objet en 1813 du projet de palais du roi de Rome.

### Supérieures du couvent[3]
- Hélène Angélique Lhuillier, décédée en 1655, première supérieure
- Mademoiselle de La Fayette (en religion mère Angélique), 1655 à 1665 ;
- Madame Croiset, 1689-1690 ;
- Anne Charlotte Bochard de Saron, mai 1715 au 31 mars 1721 ;
- Jeanne Françoise Le Vayer, 1er avril 1721 au 31 décembre 1724;
- Louise de Lorge, 17 mai 1749 au 9 mai 1755 ; avril 1758 au 23 décembre 1763 ;
- Marie Damiette, 10 mai 1755 à avril 1758; décembre 1763 au 25 mai 1770 ;
- Anne Madeleine Chalmette, 26 mai 1770 au 17 mai 1776 ;
- Marie Gabrielle Roslin, 18 mai 1776 à mai 1782 ; en 1790 ;
- Jeanne Adélaïde Pichon, en 1787.